# Behailu Assefa
Behailu Assefa (ur. 30 grudnia 1989 w Auasie) – piłkarz etiopski grający na pozycji prawego pomocnika.

## Kariera klubowa
Swoją karierę piłkarską Behailu rozpoczął w klubie Hawassa City SC. W jego barwach zadebiutował w 2008 roku w pierwszej lidze etiopskiej. W latach 2010–2013 grał w Dedebicie, a w latach 2013-2019 w Saint-George SA. W sezonie 2019/2020 był zawodnikiem klubu Sebeta City FC.

## Kariera reprezentacyjna
W reprezentacji Etiopii Behailu zadebiutował 5 grudnia 2009 roku w przegranym 0:2 meczu Pucharu CECAFA 2009 z Kenią. W 2013 roku został powołany do kadry na Puchar Narodów Afryki 2013. Od 2009 do 2016 wystąpił w kadrze narodowej 27 razy i strzelił 1 gola.